# Bleptina priassalis
Bleptina priassalis är en fjärilsart som beskrevs av Walker 1858. Bleptina priassalis ingår i släktet Bleptina och familjen nattflyn. Inga underarter finns listade i Catalogue of Life.